# Tim Minchin
Timothy David Minchin (ur. 7 października 1975 w Northampton w Wielkiej Brytanii) – australijski komik, aktor i muzyk.

## Życie prywatne
Minchin urodził się w Northampton w Wielkiej Brytanii, jednak dorastał w Perth w Australii Zachodniej. Naukę gry na fortepianie rozpoczął w wieku 8 lat. Minchin ukończył edukację na Wydziale Sztuk, Nauk Humanistycznych i Nauk Społecznych University of Western Australia w 1995 r., a w 1998 r. otrzymał dyplom na uczelni Western Australian Academy of Performing Arts.
Obecnie mieszka w Los Angeles wraz z żoną Sarah, z którą ma dwoje dzieci: córkę Violet, urodzoną 24 listopada 2006 r. oraz syna Caspara, urodzonego 3 lipca 2009 r..

## Kariera

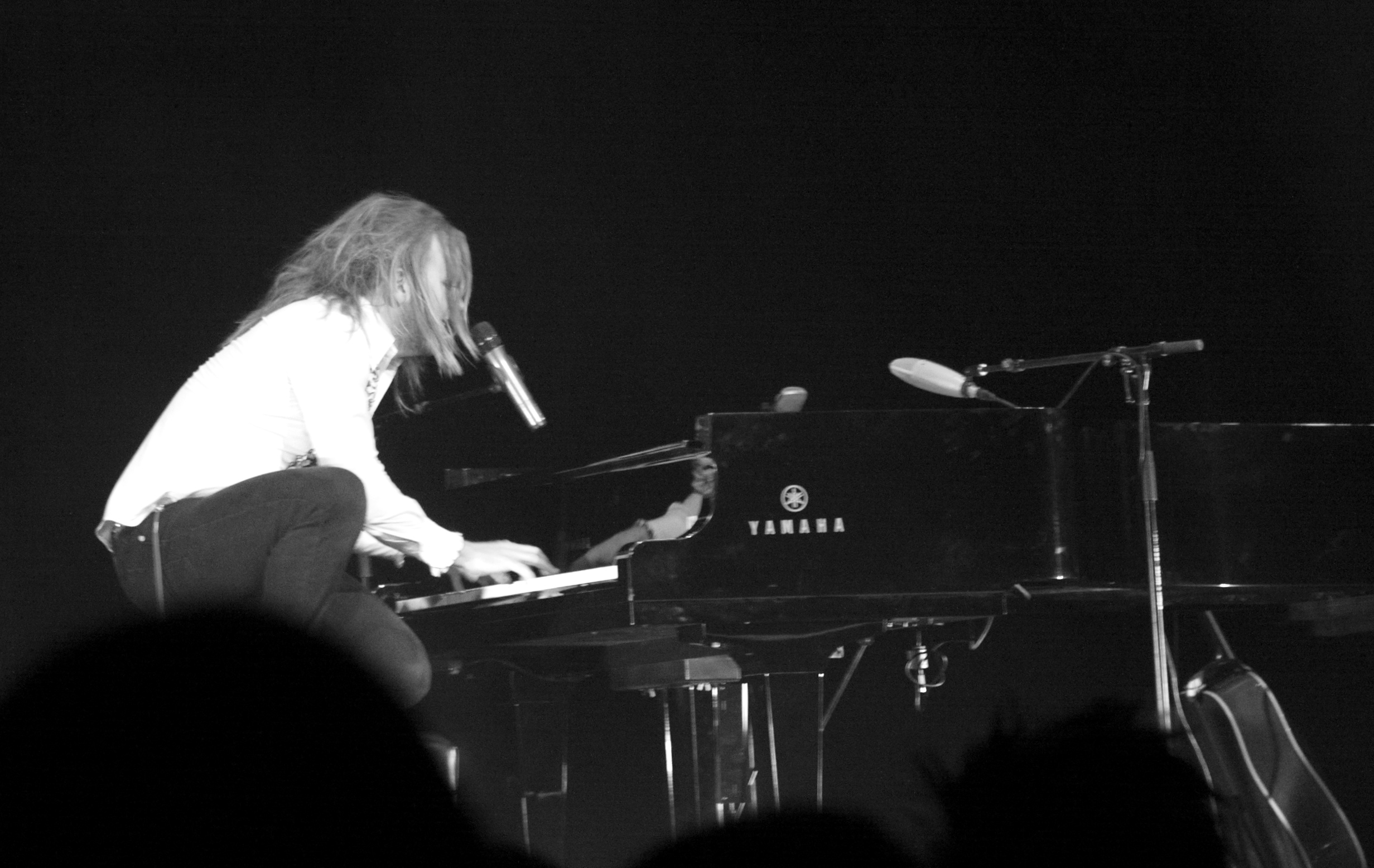
Minchin podczas występu w 2009 r.

Minchin określa swoje występy jako „zabawne przedstawienia kabaretowe”, zaś sam siebie określa przede wszystkim jako muzyka i twierdzi, że „tak się tylko składa, że jego piosenki są zabawne”. Powodem, dla którego łączy muzykę i komedię jest, jak sam mówi to, że jest dobrym muzykiem jak na komika i dobrym komikiem jak na muzyka.
Podczas występów Tim jest bosy, ma rozczochrane włosy oraz makijaż. Według samego Minchina na scenie nie nosi butów, ponieważ czuje się wtedy swobodniej. Stosuje makijaż ponieważ, gdy gra na fortepianie nie może gestykulować rękami, pozostaje więc tylko mimika, którą makijaż ma podkreślać. Ekscentryczny wygląd pozwala mu na, często kontrowersyjne, sceniczne wypowiedzi „bez denerwowania (większości) publiczności”.
W swych występach Minchin porusza bardzo wiele tematów począwszy od zachowań społecznych, seksualnego fetyszyzmu poprzez swoje własne, niespełnione ambicje by zostać gwiazdą rocka, na religii skończywszy. Tim przyznał, że jako ateista i fan Richarda Dawkinsa ma na punkcie religii lekką obsesję. Twierdzi też, że religia, jako jedna z najbardziej wpływowych sił na świecie nie powinna być tematem zakazanym dla komików. By potwierdzić swoje teorie, między innymi wulgarnie obraża papieża w jednym ze swoich utworów, wyrażając swój sprzeciw wobec przypadków tuszowania pedofilii w Kościele.
W 1998 r. Minchin rozpoczął komponowanie muzyki do filmów dokumentalnych oraz przedstawień teatralnych. W 2000 r. wystąpił w musicalu „Pop”, którego był autorem. Rok później wraz ze swym zespołem Timmy the Dog wydał album pt. „Sit”, który jednak nie zdobył szerszego uznania. W 2002 r. przeprowadził się z Perth do Melbourne w poszukiwaniu pracy. Przez rok Minchin nie znalazł zatrudnienia jako aktor. W międzyczasie kilka wytwórni płytowych stwierdziło, że nie są pewni w jaki sposób jego muzyka, będąca mieszanką utworów satyrycznych i bardziej poważnych może być wydana i promowana. Zdecydował się zebrać wszystkie swoje satyryczne piosenki w jednym przedstawieniu na żywo przed powrotem do pisania poważniejszej muzyki.
Pierwszy przełom miał miejsce w 2005 r. Melbourne International Comedy Festival, gdzie jego show „Darkside” wygrał nagrodę Festival Directors' Award. Na festiwalu Edinburgh Festival Fringe otrzymał główną nagrodę w kategorii „najlepszy debiutant”. W 2006 r. kolejny występ „So Rock” był nominowany do nagrody głównej Melbourne International Comedy Festival, a w 2007 r. Tim otrzymał nagrodę dla Najlepszego Komika Alternatywnego podczas HBO US Comedy Arts Festival.
Nagrania występów z 2005 i 2006 r. („Darkside” i „So Rock”) zostały wydane na płytach CD. W 2007 r. wydał DVD pt. „So Live”, na którym znalazł się zapis koncertu nagranego w studiu Sydney Opera House „So Live” wydany został tylko w Australii, więc w 2008 r. w Wielkiej Brytanii wydał DVD pt. „So F**king Rock Live” zawierający w większości ten sam materiał.
W sierpniu 2008 r. na festiwalu Edinburgh Fringe premierę miał trzeci show Minchina pt. „Ready For This?”. Nagranie tego show z Queen Elizabeth Hall w Londynie zostało wydane w formie albumu do pobrania z internetu na iTunes.
Jesienią 2012 roku został obsadzony w brytyjskiej trasie musicalu Jesus Christ Superstar w roli Judasza Iskarioty, u boku Melanie Chisholm i Bena Forstera. Latem 2013 roku produkcja z Timem Minchinem trafi również do Australii.
W 2013 r. zagrał gwiazdę rocka Atticusa w serialu Californication.
W 2022 r. skomponował muzykę oraz napisał teksty piosenek do filmu muzycznego produkcji Netflix pt.: "Matylda: Musical"

### Albumy
- 2001 – Sit (z zespołem Timmy the Dog)
- 2005 – Darkside
- 2006 – So Rock
- 2009 – Ready For This? (Live at the Queen Elizabeth Hall)
- 2010 – Live at the O2
- 2011 – Tim Minchin and The Heritage Orchestra
- 2013 –  So Fucking Rock

### Single
- 2008 – „Drowned”
- 2009 – „White Wine In the Sun”
- 2010 – „The Pope Song”
- 2011 –"The Fence”
- 2012 – „White Wine in the Sun” – nowa wersja
- 2016 – „Come Home"

### DVD
- 2007 – So Live
- 2008 – So F**king Rock Live
- 2008 – Rock n Roll Nerd: The Tim Minchin Story
- 2009 – Ready For This?
- 2009 – So F**king Rock Live
- 2009 – Ready For This Live
- 2010 – Ready For This?
- 2011 – Tim Minchin and the Heritage Orchestra

## Filmografia
- 2008 – Two Fists, One Heart – jako Tom
- 2010 – The Lost Thing –  jako chłopiec (Głos – narrator)
- 2011 – Storm (krótki film animowany) (głos – narrator)
- 2012 – Californication – jako Atticus Fetch
- 2013 – 88 Keys (Pilot) – Charlie
- 2015 –The Secret River(inne języki) – Smasher
- 2015 – No Activity – Jacob (Gość, 2 odcinki)
- 2018 – Squinters – Paul
- 2018 – Robin Hood: Początek – Braciszek Tuck

### Autor
- 2014 – Storm
- 2017 – When I Grow Up

## Nagrody
- 2005 – Melbourne International Comedy Festival – Directors' za „Choice za „Dark Side”
- 2005 – Edinburgh Festival Fringe Perrier – Comedy Award, Best Newcomer
- 2005 – Melbourne International Comedy Festival – The Groggy Squirrel Critics’ Award
- 2007 – U.S. Comedy Arts Festival – Best Alternative Act
- 2009 – Helpmann Award for Best Comedy Performer - za „Ready For This?”
- 2009 – Green Room Awards – Cabaret: Best Original Songs
- 2009 – Green Room Awards –  Cabaret: Best Artiste
- 2010 – Chortle Awards –  Best Music or Variety Act
- 2011 – Helpmann Award for Best New Australian Work – dla Tim Minchin Vs Sydney Symphony
- 2012 – Olivier Awards –  Best New Musical za „Matilda The Musical”
- 2012 – Helpmann Award for Best Comedy Performer – za „Tim Minchin vs The Orchestras Round II”
- 2013 – What's On Stage Awards, The W&P Longreach Best Supporting Actor – za „Jesus Christ Superstar”
- 2016 – Logie Award, Most Outstanding Supporting Actor – za „The Secret River„
- 2016 – Helpmann Award for Best Original Score – za „Matilda the Musical”
- 2017 – Olivier Awards – Best New Musical za „Groundhog Day The Musical”